# 尤金·M·斯通纳
尤金·莫里森·斯通納（英語：Eugene Morrison Stoner，1922年11月22日—1996年4月24日），美国枪械设计师，曾名義上参與过第二次世界大战，但是他只在空軍基地中負責槍械清潔工作，並沒有真正上過戰場。史東納對飛機非常有興趣，但其卻以槍械設計知名於世，其代表作为AR槍族（包括AR-10、AR-15及AR-18）以及斯通納63武器系統，其設計的導氣系統亦廣受各國採用。

## 早期生活
作為勞埃德·萊斯特·斯通納和比莉·莫里森的兒子，斯通納在長灘上高中，畢業後在維加飛機公司安裝武器。
二戰期間，他應徵美國海軍陸戰隊的航空兵器部，並在南太平洋和中國北部服役。

## 設計

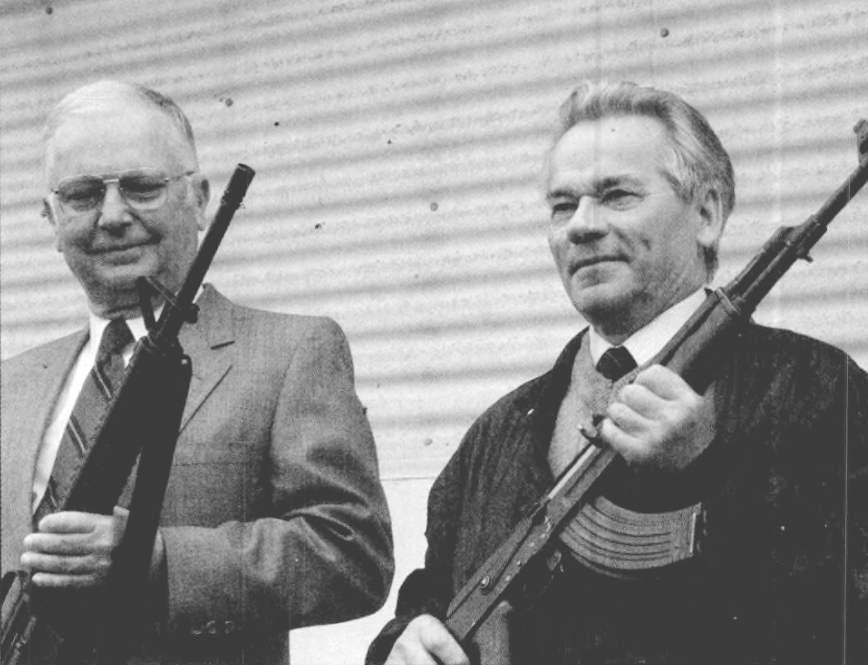
尤金·斯通纳與（左）米哈伊尔·卡拉什尼科夫（右）見面，攝於1990年5月。

1945年底，斯托納開始在飛機設備公司惠特克的機械車間工作，並最終成為一名設計工程師。
1954 年，他開始擔任阿瑪萊特的總工程師，該部門是仙童發動機和飛機公司的一個部門。在阿瑪萊特期間，他設計了一系列小型武器原型，包括AR-3、AR-9、AR-11 和 AR-12，但都沒有大規模生產。他們在此期間唯一真正的成功是美國空軍採用的AR-5生存步槍。
斯通納螺栓和承載活塞系統是由尤金斯通納設計的廣為人知的氣體系統。氣動螺栓和運載系統於1956年被填充，隨後被阿瑪萊特申請了專利，用於AR-10。最初的AR-10動作（後來發展成ArmaLite AR-15、M16步槍和M4卡賓槍）。它通常被稱為直接衝擊系統，但它不使用傳統的直接衝擊系統。在美國專利2,951,424中，設計者指出：“本發明是一種真正的膨脹氣體系統，而不是傳統的衝擊氣體系統。”氣體從槍管中的端口通過導氣管直接進入螺栓支架內的腔室。螺栓支架內的螺栓裝有活塞環以容納氣體。實際上，螺栓和托架充當氣體活塞和氣缸。 阿瑪萊特的氣體系統專利所涉及的微妙之處與經典的直接撞擊明顯不同。發射時，加壓推進劑氣體通過氣體端口離開槍管並沿導氣管的長度行進，但不是簡單地將武器循環所需的慣性直接施加到螺栓支架上，而是將氣體集中在螺栓支架內部，其中壓力的增加導致螺栓本身充當活塞，迫使螺栓支架遠離槍管面。
1955年，斯托納完成了革命性的阿瑪萊特AR-10的初步設計工作，這是一種輕型（7.25磅）步兵步槍，採用7.62×51毫米北約口徑。 AR-10於1956年底提交給美國陸軍阿伯丁試驗場進行步槍評估試驗。與之前提交評估的競爭步槍設計相比，AR-10更小，更容易自動射擊，而且更輕。 然而，它在測試週期中很晚才到達，軍隊拒絕了AR-10，轉而使用更傳統的T44，即後來的M14，AR-10的設計後來被授權給荷蘭 Artillerie Inrichtingen公司，該公司生產AR-10直到1960年出售給各種軍隊。
應美國軍方的要求，斯通納的首席助理羅伯特·弗里蒙特和吉姆·沙利文從基本的AR-10型號設計了Armalite AR-15，將其縮小以發射小口徑.223雷明頓彈藥筒。 AR-15後來被美國軍隊採用為M16步槍。

## 作品
| 枪械设计 - AR-3 - AR-7 - AR-9 - AR-10 - AR-11 - AR-12 - AR-15自動步槍 - M16突擊步槍 - AR-16 - AR-18 - 斯通納63武器系統 - 斯通納輕機槍 | 其他作品 - Stoner 62 / Stoner 63 - TRW 6425 25 mm “Bushmaster” auto cannon - ARES FMG - Ares Light Machine Gun (A.K.A. the “Stoner 86”) - Advanced Individual Weapon System(AIWS) - Future Assault Rifle Concept (FARC) - SR-25 (U.S. Navy Mark 11 Mod 0 Sniper Rifle) - SR-15 - Stoner 96 - SR-50 - 歐瑞康KBA機炮 |

1. ↑  Pegler, Martin. . Botley, Oxford, UK: Osprey Publishing https://www.worldcat.org/oclc/699764134. 2011. ISBN 978-1-84908-690-5. OCLC 699764134. 缺少或|title=为空 (帮助)
2. ↑  US2951424A,Stoner, Eugene M.,「Gas operated bolt and carrier system」
3. ↑   (PDF). www.armalite.com.   [2022-06-03]. （原始内容 (PDF)存档于2021-06-21）.
4. ↑  Chivers, C. J. .  First Simon & Schuster hardcover edition. New York https://www.worldcat.org/oclc/535493119. 2010. ISBN 978-0-7432-7076-2. OCLC 535493119. 缺少或|title=为空 (帮助)